# 欧博
欧博（法語：Hautbos，法語發音：[obo]）是法国瓦兹省的一个市镇，属于博韦区。

## 地理
欧博（49°37'40"N, 1°52'13"E）面积4.3 平方千米，位于法国上法蘭西大區瓦兹省，该省份为法国北部内陆省份，北起索姆省，西接厄尔省和滨海塞纳省，南至塞纳-马恩省和瓦兹河谷省，东临埃纳省。
与欧博接壤的市镇（或旧市镇、城区）包括：布龙博、弗基耶尔、奥梅库尔、圣但尼库尔、圣莫尔、泰里讷。

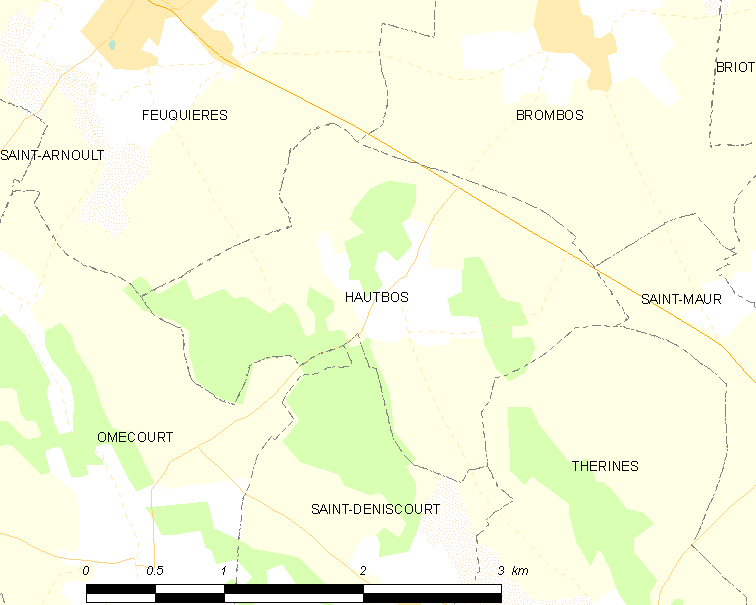
欧博的OSM定位图

欧博的时区为UTC+01:00、UTC+02:00（夏令时）。

## 行政
欧博的邮政编码为60210，INSEE市镇编码为60303。

## 政治
欧博所属的省级选区为格朗维利耶县。

## 人口

1962-2008年间欧博人口变化图示

欧博于2022年1月1日时的人口数量为191人。